# レンフルー (オンタリオ州)
レンフルー（英: Town of Renfrew）は、カナダのオンタリオ州東部に位置する町。レンフルー郡を流れるボンヌシェール川 (Bonnechere River) の下流にあり、この川はほどなくしてオタワ渓谷を流れるオタワ川と合流する。

## 歴史
スコットランドのレンフルーを名前の由来としており、1800年代初期に林業を主な産業とする入植地となる。河川は伐採された木材を運ぶ搬送路となり、オタワなどへと出荷された。林業を伝統とするこの町では、近年まで毎年7月に「ランバー・バロン・フェスティバル（"Lumber Baron Festival"）」を開催していた。

## 観光
アウトドアが盛んな土地で、ラフティング、ボート、キャンプ、ハイキング、狩猟、ゴルフ、魚釣り、スノーモービル、スキー、クロスカントリースキーなどができる。

## 交通
- ハイウェイ17号線（Highway 17）
- ハイウェイ60号線（Highway 60）
- ハイウェイ132号線（Highway 132）